# 사커맘

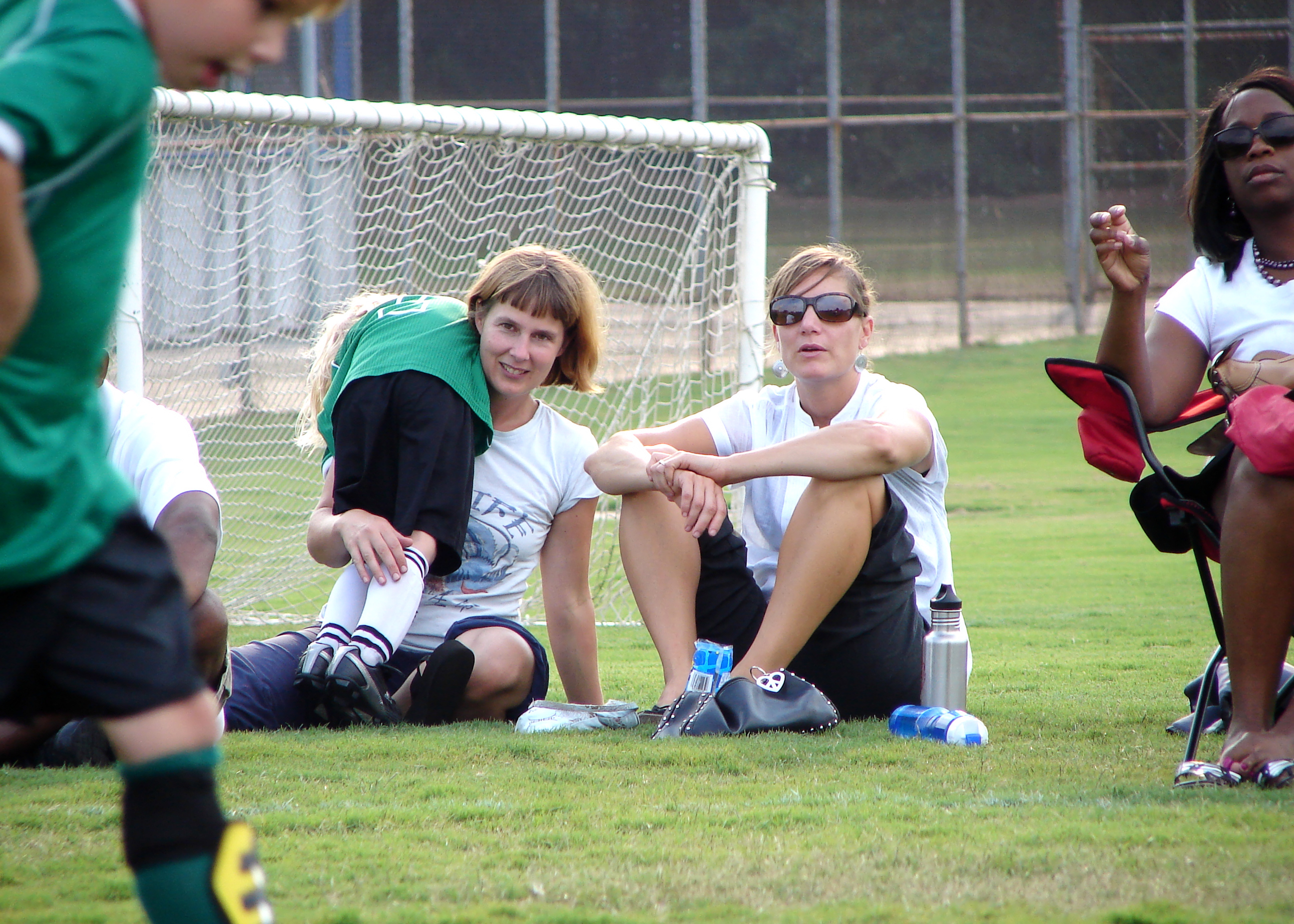

사커맘(Soccer mom)은 미니밴으로 아이를 축구연습장에 데리고 가고, 아이가 축구연습을 하는 모습을 지켜보는 엄마를 사커맘이라고 한다. 미국에서 축구연습장은 농구코트처럼 흔하지 않고 축구 프로그램 또한 많지 않기 때문에 축구를 즐기려면 차를 타고 연습장을 찾아다녀야 하고, 부대경비도 많이 드는 편이다. 특히 어릴 때 축구를 접하려면 어느 정도 경제력이 갖추어져 있어야 하고, 아이의 뒷바라지에 헌신적인 엄마도 필요하다. 그래서 사커맘이란 용어는 도시 교외에 사는 중산층 미국 여성으로, 학교에 다니는 아이의 방과 후 체육활동이나 다른 활동에 많은 시간을 투여하는 열성엄마들을 지칭하는 말로 사용된다.
1970년대에 만들어진 용어이지만 1995년 덴버시의 시의원 선거에 출마한 수잔 B. 케이시가 ‘사커맘을 시의회로!’라는 슬로건을 내걸고 당선되면서부터 매스미디어의 주목을 받기 시작했다. 이후 1996년 미국 대선에서 빌 클린턴 민주당 후보가 당시 부동층으로 남아 있던 사커맘, 즉 자녀교육에 열성적인 중산층 여성을 겨냥한 선거운동을 하여 재선에 성공함으로써 크게 화제가 되었다.

## 같이 보기
- 캐런 (속어)
- 방과후학교
- 헬리콥터 부모